# ميدالية ليفينهوك

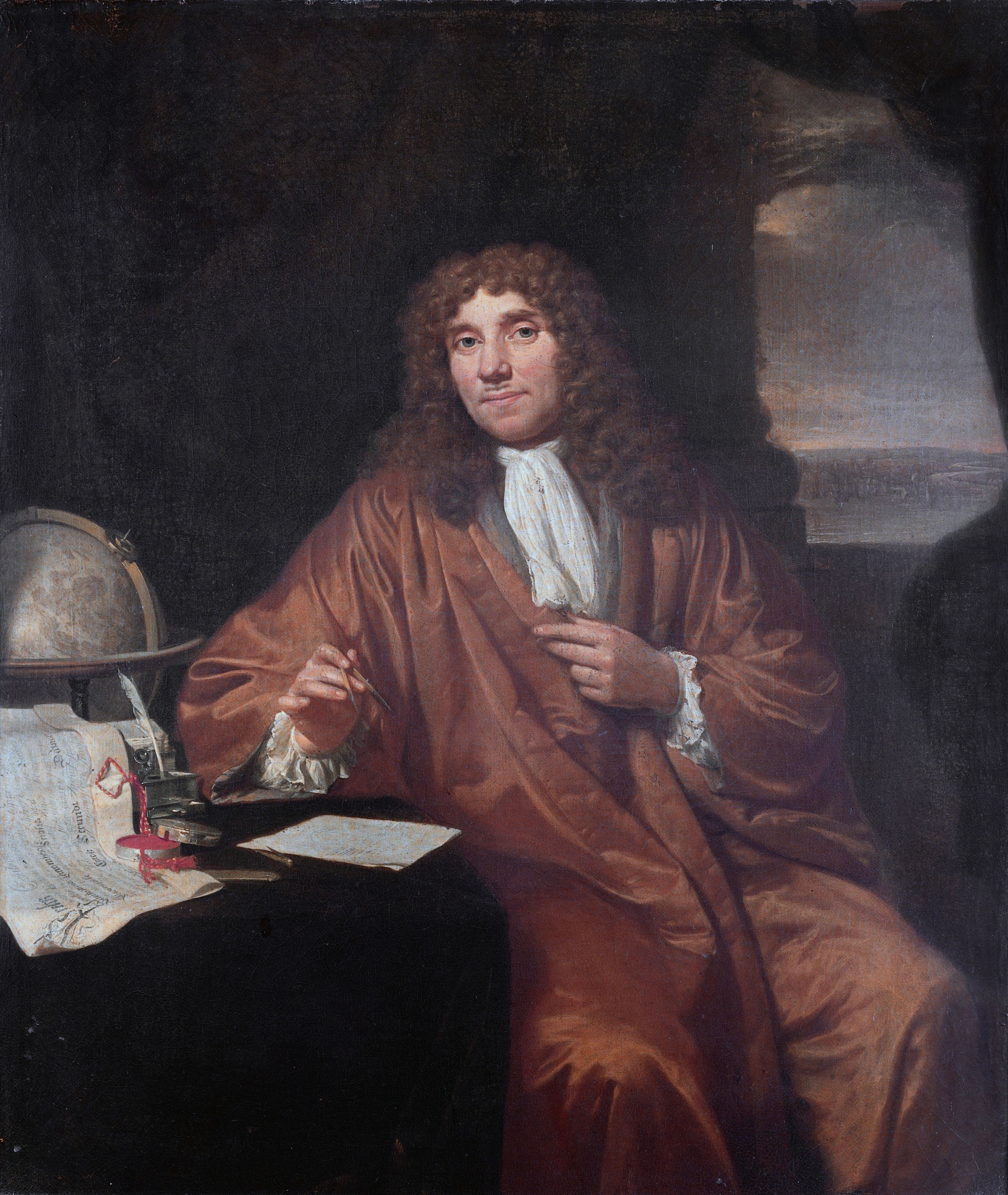
أنطوني فان ليفينهوك

ميدالية ليفينهوك (بالإنجليزية: Leeuwenhoek Medal)‏ أنشئت عام 1877 من قبل الأكاديمية الملكية الهولندية للفنون والعلوم على شرف مجهري القرن السابع والثامن عشر أنطوني فان ليفينهوك، تمنح مرة كل عشر سنوات للعالم الذي يثبت أنه قام بأهم المساهمات في ميدان علم الأحياء الدقيقة في العشرية السابقة.
حصل على ميدالية ليفينهوك على التوالي:
- 1877 كريستيان غوتفريد إهرنبرغ ألمانيا
- 1885 فرديناند كوهن بولندا
- 1895 لويس باستور فرنسا
- 1905 مارتينوس بايرينك هولندا
- 1915 ديفيد بروس المملكة المتحدة
- 1925 فيليكس ديريل (في ذلك الوقت) مصر
- 1935 سيرجي وينوغرادسكي فرنسا
- 1950 سلمان واكسمان الولايات المتحدة
- 1960 أندريه لووف فرنسا
- 1970 كورنيليس بيرناردوس فان نيل الولايات المتحدة
- 1981 روجر يات ستانيي فرنسا
- 1992 كارل وويس الولايات المتحدة
- 2003 كارل ستيتر ألمانيا

## وصلات خارجية
- الأكاديمية الملكية الهولندية للفنون والعلوم، ميدالية ليفينهوك بالاٍنجليزية